# أودري مرلي
أودري مرلي (بالفرنسية: Audrey Merle)‏ هي تريثلت فرنسية، ولدت في 19 مايو 1995 في كليرمون فيران في فرنسا.

## وصلات خارجية
- أودري مرلي على موقع اتحاد الترياتلون الدولي (الإنجليزية)
- أودري مرلي على موقع اللجنة الأولمبية الدولية (الإنجليزية)
- أودري مرلي على موقع أوليمبيديا (الإنجليزية)
- أودري مرلي على موقع اللجنة الأولمبية الفرنسية (مؤرشف) (الفرنسية)